# Aldeia do Velho Chico
A Aldeia do Velho Chico é um evento sócio-cultural realizado pelo Sesc de Petrolina, no estado brasileiro de Pernambuco que reune todos os gêneros artísticos como a dança, teatro e música, tanto brasileiras como internacionais. Em 2024, o festival completou sua vigésima edição.
O festival tem como propósito a realização de eventos abertos ao público, oficinas de artes visuais, teatros errantes e intervenções artísticas com o propósito de conscientização social, cultural e pessoal.[carece de fontes?]
Sesc de Petrolina faz edições recorrentes do Aldeia do Velho Chico para todo o Sertão do Médio São Francisco nas redondezas do Vale do São Francisco pelas cidades de Petrolina, Juazeiro, Lagoa Grande e pelas ilhas que cortam o Rio que cerca a região. Além disso, o Sesc - Petrolina também é berço dos eventos: Janeiro tem Mais Artes e Aldeia Vale Dançar![carece de fontes?]

## Conteúdo
Desde sua criação, o Aldeia do Velho Chico recebe inúmeros artistas. Oficinas também fazem parte do cotidiano do evento.

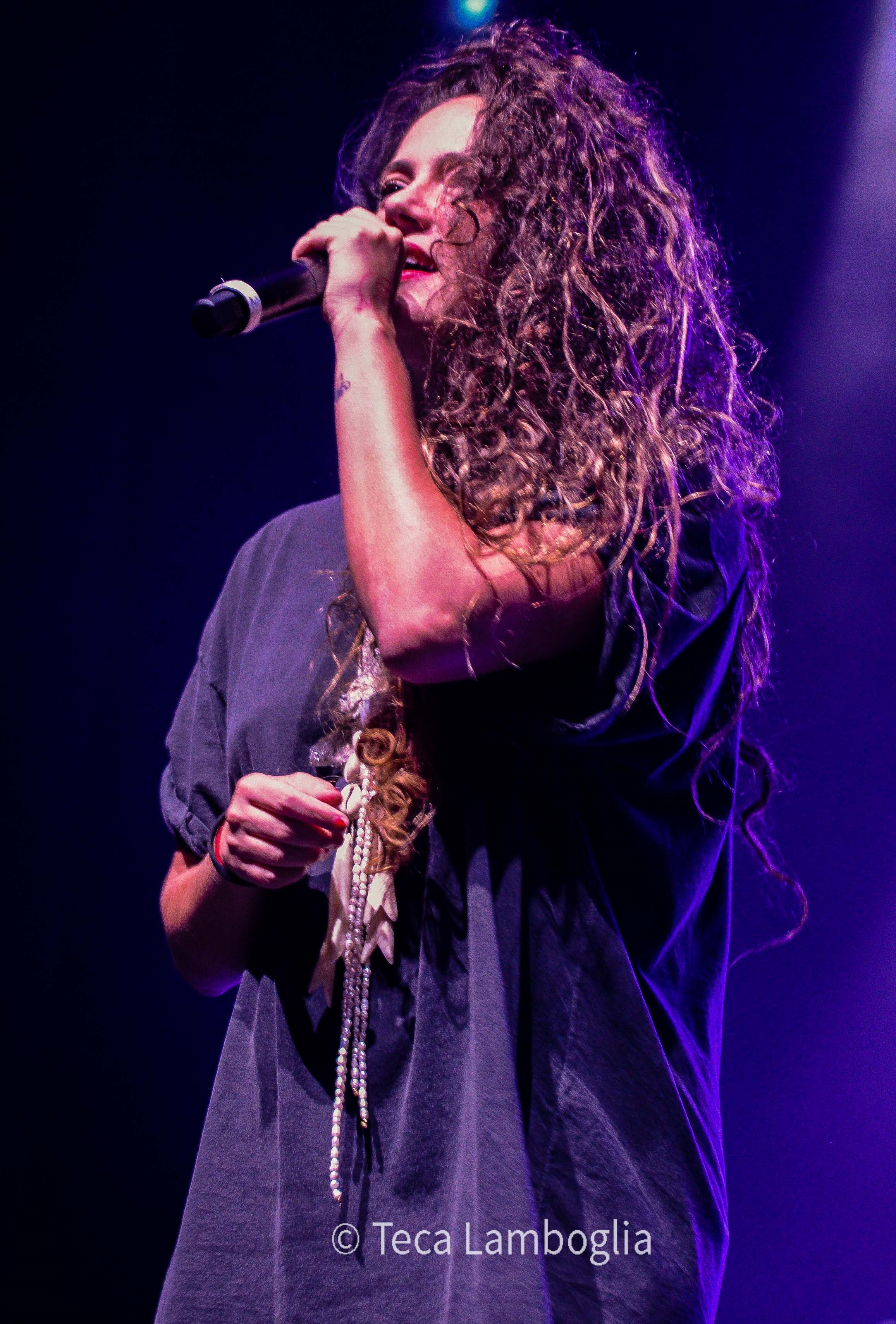
Cantora Tiê se apresentou no Adeia do velho Chico em 2015.

### 2019
Em 2019, a música se fez presente com artistas regionais, nacionais e internacionais como  Jaloo, Fabiana Santiago, Raphael Van Strauss e Soda Solta. Também participram As Bahias e a Cozinha Mineira, Reisado da Comunidade Quilombola Lambedor, São Gonçalo de Amarante de Zezinho do Vira Beiju, Quadrilha Explode Coração e Quadrilha Buscapé, Gabi da Pele Preta, Mande in Quebrada e Tecnomacumba. Nomes como Rita Benneditto, Daúde (cantora), Leo Fressato e Viviane Mosé, Ceumar e Tiê também encantaram o evento nas noites do inverno petrolinense.

### 2024
Em 2024, o festival teve sua vigésima edição, com atividades culturais em Petrolina, no centro e na Ilha do Massangano, em Lagoa Grande, mais especificamente na Comunidade Quilombola do Lambedor.  As atividades fora do centro contaram, também, com transporte organizado pelo SESC em passeios turísticos, conhecendo vinícolas e navegando pelo Rio São Francisco na Barca Nilo Brasileiro, com uma Mostra Flutuante de Artes Visuais.  